# Brandon Davis
Brandon Davis (Redlands (Californië), 30 augustus 1995) is een Amerikaanse snowboarder.

## Carrière
Bij zijn wereldbekerdebuut, in januari 2013 in Copper Mountain, scoorde Davis direct zijn eerste wereldbekerpunten. In december 2013 behaalde de Amerikaan in Copper Mountain zijn eerste toptienklassering in een wereldbekerwedstrijd. In december 2014 stond hij in Istanboel voor de eerste maal in zijn carrière op het podium van een wereldbekerwedstrijd. Op 21 januari 2016 boekte Davis in Mammoth Mountain zijn eerste wereldbekerzege.

## Resultaten

### Wereldbeker
Eindklasseringen
| Seizoen   | Algm | BA | SBS  |
| --------- | ---- | -- | ---- |
| 2012/2013 | 238e | –  | 145e |
| 2013/2014 | 64e  | –  | 28e  |
| 2014/2015 | 23e  | 7e | 44e  |

Wereldbekerzeges
| Datum           | Plaats           | Onderdeel  |
| --------------- | ---------------- | ---------- |
| 21 januari 2016 | Mammoth Mountain | Slopestyle |